# Kira Perov
Kira Perov (Melbourne, 1951) és la directora executiva de Bill Viola Studio. Ha treballat estretament amb Bill Viola, el seu marit i soci des de 1979, gestionant, guiant i ajudant creativament amb la producció de tots els seus vídeos i instal·lacions, i documentant el treball amb fotografies, editant totes les publicacions, així com coordinant i curant exposicions a tot el món. Recentment ha dirigit la producció del projecte de l'òpera Tristan i Isolda de l'Òpera de París
Es va llicenciar en llengües i literatura a la Universitat de Melbourne el 1973, i va viatjar per Europa i per Papua Nova Guimea. El 1977 va ser directora d'Activitats Culturals de la Universitat La Trobe de Melbourne produint exposicions i concerts, i després, al Long Beach Museum of Art de Califòrnia, va recopilar una història de deu anys d'exposicions d'art i col·lecció de vídeos. Les seves fotografies, incloses les que documenten el treball de Viola, han estat àmpliament publicades.
A Catalunya ha estat co-comisària de l'exposición Miralls de l'invisible a la Fundació Catalunya la Pedrera, on va impartir una conferència sobre les tècniques i els avanços tecnològics en l'obra de Bill Viola.